# Ardennes
Ardennes ( fransk udtale ?) er et fransk departement i regionen Champagne-Ardenne. Hovedbyen er Charleville-Mézières, og departementet har 290.130 indbyggere (1999). Departementet har navn efter Ardennerne.
Der er 4 arrondissementer, 19 kantoner og 452 kommuner i Ardennes.